# 18. Landwehr-Division (Deutsches Kaiserreich)
Die 18. Landwehr-Division war ein Großverband der preußischen Armee im Ersten Weltkrieg.

## Gliederung

### Kriegsgliederung vom 5. September 1914
- 19. Landwehr-Infanterie-Brigade
  - Landwehr-Infanterie-Regiment Nr. 47
  - Landwehr-Infanterie-Regiment Nr. 72
  - Sächsisches Landwehr-Infanterie-Regiment Nr. 133
  - Ersatz-Eskadron/Regiment Königs-Jäger zu Pferde Nr. 1
  - Feldartillerie-Ersatz-Abteilung Nr. 17
  - Feldartillerie-Ersatz-Abteilung Nr. 21
  - 2. Reserve-Kompanie/Pionier-Bataillon Nr. 1
  - 2. Reserve-Kompanie/Pionier-Bataillon Nr. 26

### Kriegsgliederung vom 5. Februar 1918
- 19. Landwehr-Infanterie-Brigade
  - Landwehr-Infanterie-Regiment Nr. 47
  - Landwehr-Infanterie-Regiment Nr. 57
  - Landwehr-Infanterie-Regiment Nr. 72
  - Radfahr-Kompanie Nr. 160
  - 4. Eskadron/Dragoner-Regiment „von Bredow“ (1. Schlesisches) Nr. 4
- Artillerie-Kommandeur Nr. 153
  - Feldartillerie-Regiment „von Podbielski“ (1. Niederschlesisches) Nr. 5
- Pionier-Bataillon Nr. 418
- Divisions-Nachrichten-Kommandeur Nr. 518

## Gefechtskalender
Der Verband ging nach der Etaisierung am 23. Juli 1915 aus der Landwehr-Division Bredow hervor. Diese wurde ursprünglich am 21. August 1914 aufgestellt und nach ihrem Kommandeur Generalmajor Anatol Graf von Bredow benannt. Die Division bestand aus verschiedenen Landwehreinheiten und bildete zunächst die Hauptreserve der Festung Posen. Sie wurde an der Ostfront eingesetzt und im Oktober 1918 dann an die Westfront verlegt.

### 1914
- 5. bis 15. September --- Schlacht an den Masurischen Seen
- 23. September --- Gefecht bei Sieradz
- 9. bis 19. Oktober --- Schlacht bei Warschau
- 22. bis 28. Oktober. --- Kämpfe an der Rawka
- 5. November bis 15. Dezember --- Kämpfe bei Czenstochau
- 17. Dezember --- Gefecht bei Koniecpol und Lelow
- 19. Dezember bis 12. Mai --- Kämpfe an der Lososina und Czarna

### 1915
- 12. Mai --- Gefecht bei Kielce
- 13. Mai --- Gefecht bei Kajetanow
- 16. Mai bis 16. Juli --- Kämpfe im Kielcer Bergland
- 17. Juli --- Durchbruchsschlacht bei Sienno
- 18. bis 19. Juli --- Kämpfe an der Ilzanka
- 20. bis 21. Juli --- Durchbruch der Vor-Stellung von Iwangorod, östlich Zwolen
- 22. bis 28. Juli --- Erkundungsgefechte an der Weichsel
- 29. Juli --- Weichselübergang
- 30. Juli bis 7. August --- Kämpfe auf dem Ostufer der Weichsel um Maciejowice
- 8. bis 18. August --- Verfolgungskämpfe zwischen Weichsel und Bug
- 19. bis 24. August --- Schlacht an der Pulwa-Nurzec
- 25. bis 31. August --- Verfolgungskämpfe an der Bialowieska-Puszcza
- 1. bis 12. September --- Kämpfe an der Jasiolda und an der Zelwianka
- 13. bis 18. September --- Schlacht bei Slonim
- 19. bis 24. September --- Kämpfe an der oberen Schtschara-Serwetsch
- 25. September bis 31. Dezember --- Stellungskämpfe an der oberen Schtschara-Serwetsch

### 1916
- 2. bis 9. Juli --- Schlacht bei Baranowitschi
- 10. Juli bis 9. August --- Schlacht bei Baranowitschi-Gorodischtsche
- 9. bis 10. November --- Gefecht bei Skrobowa

### 1917
- 1. Januar bis 14. Dezember --- Stellungskämpfe an der oberen Schtschara-Serwetsch
- 15. bis 17. Dezember --- Waffenruhe
- 18. Dezember bis 18. Februar --- Waffenstillstand

### 1918
- 18. Februar bis 3. März --- Verfolgungskämpfe durch Weißruthenien
- 3. März bis 16. Oktober --- Okkupation großrussischen Gebiets
- 16. bis 23. Oktober --- Transport an die Westfront
- 23. Oktober bis 11. November --- Stellungskämpfe in der Woevre-Ebene und beiderseits der Mosel
- ab 12. November bis 4. Januar --- Rückmarsch durch Lothringen, Rheinprovinz und die Pfalz

### 1919
- bis 4. Januar --- Rückmarsch durch Lothringen, Rheinprovinz und die Pfalz

## Kommandeure
| Dienstgrad                   | Name                            | Datum                                   |
| ---------------------------- | ------------------------------- | --------------------------------------- |
| Generalmajor/Generalleutnant | Anatol Graf von Bredow          | 5. September 1914 bis 4. September 1917 |
| Generalmajor                 | Arthur Freiherr von Lupin       | 5. September bis 11. Dezember 1917      |
| Generalmajor                 | Alfred Freiherr von Buddenbrock | 12. Dezember 1917 bis 8. Oktober 1918   |
| Generalmajor                 | Karl Friedrich Gustav Gädecke   | 9. Oktober bis Oktober 1918             |
| Oberst                       | Hans Blecken von Schmeling      | Oktober 1918 bis Januar 1919            |